# Fussball Club Luzern 2008-2009
Questa voce raccoglie le informazioni riguardanti il Fussball Club Luzern nelle competizioni ufficiali della stagione 2008-2009.

## Stagione
Nella stagione 2008-2009 il Lucerna, allenato da Ciriaco Sforza, Jean-Daniel Gross, Roberto Morinini e Rolf Fringer, concluse il campionato di Super League al 9º posto e vinse il doppio spareggio promozione-retrocessione con il Lugano. In Coppa Svizzera il Lucerna fu eliminato in semifinale dal Sion.

## Rosa
| N. |                       | Ruolo | Calciatore              |
| -- | --------------------- | ----- | ----------------------- |
| 1  | Svizzera (bandiera)   | P     | David Zibung            |
| 2  | Serbia (bandiera)     | C     | Milan Gajić             |
| 3  | Nigeria (bandiera)    | D     | Adekunle Lukmon         |
| 4  | Svizzera (bandiera)   | D     | Roland Schwegler        |
| 5  | Svizzera (bandiera)   | C     | Michel Renggli          |
| 6  | Svizzera (bandiera)   | C     | Gerardo Seoane          |
| 7  | Svizzera (bandiera)   | D     | Claudio Lustenberger    |
| 8  | Svizzera (bandiera)   | C     | Davide Chiumiento       |
| 10 | Argentina (bandiera)  | C     | Ezequiel Óscar Scarione |
| 11 | Italia (bandiera)     | A     | Jacopo Ravasi           |
| 13 | Svizzera (bandiera)   | D     | Christophe Lambert      |
| 14 | Portogallo (bandiera) | A     | João Paiva              |
| 15 | Mali (bandiera)       | D     | Boubacar Diarra         |
| 17 | Serbia (bandiera)     | D     | Dušan Veškovac          |
| 18 | Svizzera (bandiera)   | P     | Swen König              |

| N. |                                 | Ruolo | Calciatore              |
| -- | ------------------------------- | ----- | ----------------------- |
| 19 | Montenegro (bandiera)           | D     | Elsad Zverotić          |
| 20 | Camerun (bandiera)              | A     | Jean-Michel Tchouga     |
| 21 | Portogallo (bandiera)           | C     | Nelson Ferreira         |
| 22 | Albania (bandiera)              | C     | Burim Kukeli            |
| 24 | Svizzera (bandiera)             | C     | Alain Wiss              |
| 25 | Svizzera (bandiera)             | A     | Nico Siegrist           |
| 26 | Serbia (bandiera)               | A     | Dejan Sorgić            |
| 27 | Svizzera (bandiera)             | D     | Samuel Imbach           |
| 28 | Svizzera (bandiera)             | A     | Janko Pacar             |
| 31 | Ghana (bandiera)                | A     | Joetex Asamoah Frimpong |
| 33 | Svizzera (bandiera)             | C     | Lior Etter              |
| 34 | Svizzera (bandiera)             | D     | Sascha Imholz           |
|    | Svizzera (bandiera)             | C     | Marco Fellmann          |
|    | Bosnia ed Erzegovina (bandiera) | C     | Mirzet Mehidic          |
|    | Marocco (bandiera)              | C     | Ayoub Rachane           |

## Organigramma societario
Area tecnica
- Allenatore: Rolf Fringer
- Allenatore in seconda: Petăr Aleksandrov, Salvatore Romano
- Preparatore dei portieri: Wolfgang Stolpa
- Preparatori atletici:

## Calciomercato

### Sessione estiva
| Acquisti | Acquisti                | Acquisti          | Acquisti |
| R.       | Nome                    | da                | Modalità |
| -------- | ----------------------- | ----------------- | -------- |
| C        | Ayoub Rachane           | Yverdon           |          |
| A        | Joetex Asamoah Frimpong | Young Boys        |          |
| C        | Frantz Bertin           | Benidorm          |          |
| C        | Milan Gajić             | Napredak Kruševac |          |
| A        | Goran Karanović         | Wohlen            |          |
| C        | Djamel Mesbah           | Aarau             |          |
| C        | Nelson Ferreira         | Thun              |          |
| A        | João Paiva              | Apollōn Limassol  |          |
| C        | Paquito                 | EN Paralimni      |          |
| A        | Jacopo Ravasi           | Wil               |          |
| C        | Michel Renggli          | Grasshoppers      |          |
| D        | Enrico Schirinzi        | Wohlen            |          |
| A        | Dejan Sorgić            | Lucerna II        |          |
| D        | Elsad Zverotić          | Wil               |          |

| Cessioni | Cessioni          | Cessioni       | Cessioni |
| R.       | Nome              | a              | Modalità |
| -------- | ----------------- | -------------- | -------- |
| C        | Djamel Mesbah     | Avellino       |          |
| D        | Pascal Bader      | Aalen          |          |
| C        | Roland Bättig     | Como           |          |
| C        | Jonas Bernet      | Emmenbrücke    |          |
| C        | Michael Diethelm  | Wohlen         |          |
| C        | Faysal El-Idrissi | Tournai        |          |
| D        | Sandro Foschini   | Gossau         |          |
| A        | Mauro Lustrinelli | Bellinzona     |          |
| C        | Roberto Souto     | Kriens         |          |
| A        | Ahmad Sharbini    | Rijeka         |          |
| A        | Shi Jun           | Chengdu Blades |          |

### Sessione invernale
| Acquisti | Acquisti                | Acquisti   | Acquisti |
| R.       | Nome                    | da         | Modalità |
| -------- | ----------------------- | ---------- | -------- |
| D        | Adán Vergara            | Zurigo     |          |
| C        | Ezequiel Óscar Scarione | Thun       |          |
| D        | Adekunle Lukmon         | Rabotnički |          |

| Cessioni | Cessioni         | Cessioni     | Cessioni |
| R.       | Nome             | a            | Modalità |
| -------- | ---------------- | ------------ | -------- |
| D        | Adán Vergara     | Dalian Shide |          |
| D        | Enrico Schirinzi | Lugano       |          |
| C        | Frantz Bertin    | OFI Creta    |          |
| C        | Paquito          | OFI Creta    |          |

## Risultati

### Super League

#### Prima fase, girone di andata
| Arbitro: | Rogalla |

|            |           |                         |
| Ravasi 27’ | Marcatori | 7’ Gaspar 29’ Fejzulahi |

| Arbitro: | Studer |

|            |           |  |
| Rochat 18’ | Marcatori |  |

| Arbitro: | Busacca |

|  |           |           |
|  | Marcatori | 84’ Rossi |

| Arbitro: | Zimmermann |

|                           |           |                                 |
| Conti 75’ Lustrinelli 90’ | Marcatori | 4’ (rig.) Chiumiento 30’ Ravasi |

| Arbitro: | Circhetta |

|          |           |  |
| Ianu 29’ | Marcatori |  |

| Arbitro: | Laperrière |

|  |           |                                     |
|  | Marcatori | 5’ Schneuwly 46’ Varela 63’ Zayatte |

| Arbitro: | Bertolini |

|                                           |           |                                   |
| Cabanas 61’ Bobadilla 66’, 84’ Mikari 69’ | Marcatori | 45’ (rig.) Chiumiento 62’ Tchouga |

| Arbitro: | Grossen |

|                    |           |               |
| Paquito 55’ (rig.) | Marcatori | 47’ Obradović |

| Arbitro: | Zimmermann |

|                             |           |  |
| Huggel 16’ Chipperfield 84’ | Marcatori |  |

#### Prima fase, girone di ritorno
| Arbitro: | Studer |

|            |           |  |
| Gaspar 34’ | Marcatori |  |

| Arbitro: | Kever |

|  |           |                               |
|  | Marcatori | 15’, 38’ Tihinen 64’ Alphonse |

| Arbitro: | Wermelinger |

|                  |           |  |
| Rossi 90’ (rig.) | Marcatori |  |

| Arbitro: | Gangl |

|                       |           |  |
| Chiumiento 66’ (rig.) | Marcatori |  |

| Arbitro: | Grossen |

|                                              |           |  |
| Chiumiento 3’ (rig.) Ferreira 79’ Ravasi 89’ | Marcatori |  |

| Arbitro: | Rogalla |

|                                                                                 |           |              |
| Varela 11’ Yapi Yapo 33’ Häberli 51’ Hochstrasser 58’ Schneuwly 89’ Doumbia 90’ | Marcatori | 72’ Frimpong |

| Arbitro: | Studer |

|  |           |                                      |
|  | Marcatori | 32’ Cabanas 43’ Santos 65’ Smiljanić |

| Arbitro: | Busacca |

|               |           |              |
| Domínguez 43’ | Marcatori | 64’ Frimpong |

| Arbitro: | Kever |

|                                              |           |          |
| Frimpong 5’, 34’ Ferreira 40’ Paiva 70’, 74’ | Marcatori | 32’ Frei |

#### Seconda fase, girone di andata
| Arbitro: | Circhetta |

|                                     |           |                            |
| Taljević 49’ (rig.) Niasse 67’, 88’ | Marcatori | 8’ Paiva 37’, 86’ Frimpong |

| Arbitro: | Studer |

|                        |           |                                                  |
| Frimpong 11’ Paiva 18’ | Marcatori | 28’ Hochstrasser 79’ (rig.) Raimondi 90’ Doumbia |

| Arbitro: | Bieri |

|               |           |  |
| Bobadilla 60’ | Marcatori |  |

| Arbitro: | Kever |

|           |           |                              |
| Paiva 33’ | Marcatori | 22’ Gjasula 90’ Chipperfield |

| Arbitro: | Bertolini |

|           |           |                                |
| Gajić 45’ | Marcatori | 85’, 90’ Nikçi 87’ (rig.) Abdi |

| Aarau 14 marzo 2009, ore 17:45 CET 24ª giornata | Aarau      | 0 – 0 referto | Lucerna | Stadion Brügglifeld (6 300 spett.)\| Arbitro: \| Zimmermann \| |
| Arbitro:                                        | Zimmermann |               |         |                                                                |

| Arbitro: | Circhetta |

|                                          |           |                    |
| Paiva 30’, 61’ Ferreira 70’ Frimpong 82’ | Marcatori | 55’ Hima 84’ Dudar |

| Arbitro: | Circhetta |

|              |           |               |
| Adeshina 43’ | Marcatori | 32’ Schwegler |

| Arbitro: | Busacca |

|                                     |           |               |
| Gajić 4’ Paiva 34’ Lustenberger 90’ | Marcatori | 37’ Fejzulahi |

#### Seconda fase, girone di ritorno
| Arbitro: | Meßner |

|                   |           |                      |
| Gaspar 41’ (rig.) | Marcatori | 18’ Paiva 38’ Lukmon |

| Arbitro: | Busacca |

|           |           |  |
| Paiva 52’ | Marcatori |  |

| Arbitro: | Rogalla |

|                    |           |  |
| Conti 2’ Rocca 30’ | Marcatori |  |

| Arbitro: | Busacca |

|                                  |           |  |
| Frimpong 38’, 84’, 90’ Paiva 85’ | Marcatori |  |

| Arbitro: | Laperrière |

|              |           |              |
| Alphonse 34’ | Marcatori | 60’ Frimpong |

| Arbitro: | Hänni |

|                       |           |  |
| Zanni 59’ Perović 72’ | Marcatori |  |

| Arbitro: | Grossen |

|           |           |          |
| Gajić 33’ | Marcatori | 29’ Linz |

| Arbitro: | Wermelinger |

|                                                      |           |                          |
| Hochstrasser 10’ Regazzoni 60’, 87’ Doumbia 74’, 82’ | Marcatori | 12’ Frimpong 70’ Renggli |

| Arbitro: | Bertolini |

|                          |           |             |
| Zverotić 3’ Siegrist 90’ | Marcatori | 49’ Nuzzolo |

### Spareggio promozione-retrocessione
| Arbitro: | Circhetta |

|            |           |  |
| Renfer 15’ | Marcatori |  |

| Arbitro: | Zimmermann |

|                                                               |           |  |
| Renggli 14’ Chiumiento 52’ (rig.) Paiva 77’, 83’ Scarione 80’ | Marcatori |  |

### Coppa Svizzera
| 21 settembre 2008, ore 15:00 CEST Primo turno | FC Plaffeien | 0 – 3 | Lucerna |  |

| 19 ottobre 2008, ore 14:30 CEST Secondo turno | Grenchen | 0 – 3 | Lucerna |  |

| 10 dicembre 2008, ore 19:30 CET Ottavi di finale | La Chaux-de-Fonds | 0 – 4 | Lucerna |  |

| 18 marzo 2009, ore 19:30 CET Quarti di finale | Concordia Basilea | 0 – 2 | Lucerna |  |

| Arbitro: | Zimmermann |

|                           |                      |                                |
| Monterrubio 86’           | Marcatori            | 90+5’ Lustenberger             |
| Gajić Paiva Pacar Renggli | Tiri di rigore 2 – 4 | Obradović Fermino Afonso Paíto |

## Statistiche

### Statistiche di squadra
| Competizione                       | Punti | In casa | In casa | In casa | In casa | In casa | In casa | In trasferta | In trasferta | In trasferta | In trasferta | In trasferta | In trasferta | Totale | Totale | Totale | Totale | Totale | Totale | DR  |
| Competizione                       | Punti | G       | V       | N       | P       | Gf      | Gs      | G            | V            | N            | P            | Gf           | Gs           | G      | V      | N      | P      | Gf     | Gs     | DR  |
| ---------------------------------- | ----- | ------- | ------- | ------- | ------- | ------- | ------- | ------------ | ------------ | ------------ | ------------ | ------------ | ------------ | ------ | ------ | ------ | ------ | ------ | ------ | --- |
| Super League                       | 35    | 18      | 8       | 2       | 8       | 30      | 27      | 18           | 1            | 6            | 11           | 15           | 35           | 36     | 9      | 8      | 19     | 45     | 62     | -17 |
| Spareggio promozione-retrocessione | -     | 1       | 1       | 0       | 0       | 5       | 0       | 1            | 0            | 0            | 1            | 0            | 1            | 2      | 1      | 0      | 1      | 5      | 1      | +4  |
| Coppa Svizzera                     | -     | 1       | 0       | 1       | 0       | 0       | 0       | 4            | 4            | 0            | 0            | 12           | 0            | 5      | 4      | 1      | 0      | 12     | 0      | +12 |
| Totale                             | 35    | 20      | 9       | 3       | 8       | 35      | 27      | 23           | 5            | 6            | 12           | 27           | 36           | 43     | 14     | 9      | 20     | 62     | 63     | -1  |

### Andamento in campionato
| Giornata  | 1 | 2 | 3 | 4 | 5  | 6  | 7  | 8  | 9  | 10 | 11 | 12 | 13 | 14 | 15 | 16 | 17 | 18 | 19 | 20 | 21 | 22 | 23 | 24 | 25 | 26 | 27 | 28 | 29 | 30 | 31 | 32 | 33 | 34 | 35 | 36 |
| --------- | - | - | - | - | -- | -- | -- | -- | -- | -- | -- | -- | -- | -- | -- | -- | -- | -- | -- | -- | -- | -- | -- | -- | -- | -- | -- | -- | -- | -- | -- | -- | -- | -- | -- | -- |
| Luogo     | C | T | C | T | T  | C  | T  | C  | T  | T  | C  | T  | C  | C  | T  | C  | T  | C  | T  | C  | T  | C  | C  | T  | C  | T  | C  | T  | C  | T  | C  | T  | T  | C  | T  | C  |
| Risultato | P | P | P | N | P  | P  | P  | N  | P  | P  | P  | P  | V  | V  | P  | P  | N  | V  | N  | P  | P  | P  | P  | N  | V  | N  | V  | V  | V  | P  | V  | N  | P  | N  | P  | V  |
| Posizione | 6 | 9 | 9 | 8 | 10 | 10 | 10 | 10 | 10 | 10 | 10 | 10 | 10 | 10 | 10 | 10 | 10 | 10 | 10 | 10 | 10 | 10 | 10 | 10 | 10 | 10 | 10 | 9  | 8  | 9  | 8  | 8  | 8  | 9  | 9  | 9  |

Legenda:

Luogo: C = Casa; T = Trasferta. Risultato: V = Vittoria; N = Pareggio; P = Sconfitta.

### Statistiche dei giocatori
| F. Bertin       | 5  | 0  | 1  | 0 |
| D. Chiumiento   | 30 | 4  | 3  | 0 |
| B. Diarra       | 13 | 0  | 4  | 0 |
| L. Etter        | 6  | 0  | 1  | 0 |
| M. Fellmann     | 1  | 0  | 0  | 0 |
| N. Ferreira     | 33 | 3  | 8  | 0 |
| K. Frimpong     | 23 | 13 | 2  | 0 |
| M. Gajić        | 23 | 3  | 1  | 0 |
| S. Imbach       | 1  | 0  | 0  | 0 |
| S. Imholz       | 4  | 0  | 0  | 0 |
| G. Karanović    | 2  | 0  | 0  | 0 |
| B. Kukeli       | 2  | 0  | 0  | 0 |
| S. König        | 1  | 0  | 0  | 0 |
| C. Lambert      | 19 | 0  | 2  | 0 |
| A. Lukmon       | 16 | 1  | 4  | 0 |
| C. Lustenberger | 27 | 1  | 6  | 1 |
| M. Mehidic      | 1  | 0  | 0  | 0 |
| D. Mesbah       | 6  | 0  | 0  | 0 |
| J. Pacar        | 8  | 0  | 0  | 0 |
| P. Paiva        | 23 | 11 | 4  | 0 |
| P. Paquito      | 8  | 1  | 0  | 0 |
| J. Ravasi       | 21 | 3  | 6  | 0 |
| M. Renggli      | 32 | 1  | 1  | 0 |
| Ó. Scarione     | 14 | 0  | 4  | 0 |
| E. Schirinzi    | 11 | 0  | 0  | 0 |
| R. Schwegler    | 25 | 1  | 10 | 0 |
| G. Seoane       | 27 | 0  | 11 | 1 |
| N. Siegrist     | 3  | 1  | 0  | 0 |
| D. Sorgić       | 1  | 0  | 0  | 0 |
| J. Tchouga      | 17 | 1  | 1  | 0 |
| A. Vergara      | 2  | 0  | 0  | 1 |
| D. Veškovac     | 19 | 0  | 2  | 1 |
| A. Wiss         | 14 | 0  | 0  | 1 |
| D. Zibung       | 35 | 0  | 2  | 0 |
| E. Zverotić     | 27 | 1  | 2  | 0 |